# Batura Sar
Der Batura Sar, Batura I, Batura East oder Peak 32 ist mit einer Höhe von 7795 m der 25.-höchste Berg der Erde und der höchste Gipfel des Batura Muztagh, des westlichsten Gebirgszugs des Karakorum.

## Lage
Er liegt beinahe im Zentrum des Batura Muztagh in der autonomen Region Gilgit-Baltistan in Pakistan.

## Topographie
Seine Berühmtheit unter Bergsteigern verdankt er seiner 10 km langen und 7000 m hohen Flanke, der Batura-Mauer, sowie der Tatsache, dass es nördlich und westlich von ihm keinen höheren Berg auf der Welt gibt. Er besitzt außerdem keinen wirklichen Gipfel, sondern einen langen Gipfelkamm, dessen höchster Punkt auf 7795 m liegt. Insgesamt unterschreitet der Hauptkamm des Batura Muztagh auf einer Länge von ca. 85 km selten die 6000-Meter-Marke.

## Nebengipfel
- Batura II, auch bekannt als Hunza Kunji oder Peak 31 (7762 m ⊙, Schartenhöhe: 90 m[2])
- Batura III (7729 m ⊙)
- Batura IV (7600 m ⊙)
- Muchu Chhish oder Batura V (7453 m ⊙)

## Besteigungsgeschichte
Der erste registrierte Bergsteiger im Gebiet war Matthias Rebitsch, der 1954 im Eisfallgebiet auf der Nordseite des Gipfels unterwegs war, aber keinen Versuch unternahm, auf den Gipfel zu gelangen.
Den ersten Aufstiegsversuch wagte 1959 eine aus drei Briten und zwei Deutschen bestehende Seilschaft. Alle fünf kamen vermutlich beim Abstieg in einer Lawine ums Leben. Es ist nicht sicher, ob sie den Gipfel erreichten (Batura-Muztagh-Expedition 1959).
Die Erstbesteigung des Gipfels glückte 1976 der von Alexander Schlee geleiteten Göppinger Karakorum-Himalaya-Expedition. Sie errichteten am 21. Mai das Basislager auf dem Baltargletscher unter der Südflanke des Berges. Vom Lager ausgehend erreichten Hubert Bleicher und Herbert Oberhofer den Gipfel am 30. Juni.
Der Weg führte vom Baltar-Ostgletscher über die Batokshi-Spitze (durch die erste Expedition „Saddle Peak“ genannt) zum Batokshi-Pass („Batura Saddle“). Danach kletterten sie diagonal zum Ostkamm und darauf zum Gipfel. Bei ihrem Aufstieg verwendeten sie fünf Hochlager. Die zweite Besteigung führte 1983 eine österreichische Gruppe durch, die dafür einen neuen, links des ersten verlaufenden Weg wählte. Jill Neate widerspricht in ihrem Buch High Asia der Darstellung des Himalajaindex, wonach es einen weiteren Aufstieg im Jahre 1984 gegeben habe. Den vorläufig letzten Aufstieg führte 1988 eine von Piotr Młotecki geführte polnisch-deutsche Expedition durch. Die Polen Zygmunt Heinrich – er zählte zu den Erstbesteigern des Kunyang Chhish 1971 – und Paweł Kubalski und der Deutsche Volker Stallbohm erreichten den Gipfel am 13. Juli. Die Expedition scheiterte jedoch an ihrem zweiten Ziel, den Nebengipfel Batura I West zu erreichen.
Der Himalajaindex verzeichnet fünf weitere erfolglose Versuche, den Gipfel zu erreichen, darunter einen österreichischen Winterversuch.